# Kvalifikace na Mistrovství světa ve fotbale 1998 (UEFA) – skupina 4
Zápasy této kvalifikační skupiny na Mistrovství světa ve fotbale 1998 se konaly v letech 1996 a 1997. Ze šesti účastníků si postup na závěrečný turnaj zajistil vítěz skupiny. Druhý tým skupiny hrál buď baráž, nebo postoupil také přímo (pokud byl nejlepší v žebříčku týmů na druhých místech).

## Tabulka
| Poř. | Tým       | B  | Z  | V | R | P | VG | IG | +/- |
| ---- | --------- | -- | -- | - | - | - | -- | -- | --- |
| 1    | Rakousko  | 25 | 10 | 8 | 1 | 1 | 17 | 4  | 13  |
| 2    | Skotsko   | 23 | 10 | 7 | 2 | 1 | 15 | 3  | 12  |
| 3    | Švédsko   | 21 | 10 | 7 | 0 | 3 | 16 | 9  | 7   |
| 4    | Lotyšsko  | 10 | 10 | 3 | 1 | 6 | 10 | 14 | -4  |
| 5    | Estonsko  | 4  | 10 | 1 | 1 | 8 | 4  | 16 | -12 |
| 6    | Bělorusko | 4  | 10 | 1 | 1 | 8 | 5  | 21 | -16 |

## Zápasy
| 1. června 1996                                                       |        |               |                                                                           |
| Švédsko                                                              | 5 – 1  | Bělorusko     | Råsunda Stadium, Stockholm diváci: 30 014 rozhodčí: Rémi Harrel (Francie) |
| K. Andersson 20', 62' (pen.) Dahlin 30' P. Andersson 77' Larsson 87' | Report | Belkevich 75' | Råsunda Stadium, Stockholm diváci: 30 014 rozhodčí: Rémi Harrel (Francie) |

| 31. srpna 1996 |        |         |                                                                             |
| Rakousko       | 0 – 0  | Skotsko | Ernst Happel Stadion, Vídeň diváci: 27 600 rozhodčí: Michel Piraux (Belgie) |
|                | Report |         | Ernst Happel Stadion, Vídeň diváci: 27 600 rozhodčí: Michel Piraux (Belgie) |

| 31. srpna 1996 |        |          |                                                                 |
| Bělorusko      | 1 – 0  | Estonsko | Dinamo, Minsk diváci: 7 500 rozhodčí: Sergei Khussainov (Rusko) |
| Makowski 35'   | Report |          | Dinamo, Minsk diváci: 7 500 rozhodčí: Sergei Khussainov (Rusko) |

| 1. září 1996 |        |                             |                                                                          |
| Lotyšsko     | 1 – 2  | Švédsko                     | Daugavas stadions, Riga diváci: 9 200 rozhodčí: László Vágner (Maďarsko) |
| Rimkus 56'   | Report | Dahlin 16' K. Andersson 21' | Daugavas stadions, Riga diváci: 9 200 rozhodčí: László Vágner (Maďarsko) |

| 5. října 1996 |        |                         |                                                                     |
| Lotyšsko      | 0 – 2  | Skotsko                 | Daugavas stadions, Riga diváci: 9 500 rozhodčí: Jiří Ulrich (Česko) |
|               | Report | Collins 18' Jackson 80' | Daugavas stadions, Riga diváci: 9 500 rozhodčí: Jiří Ulrich (Česko) |

| 5. října 1996     |        |           |                                                                    |
| Estonsko          | 1 – 0  | Bělorusko | Kadriong, Tallinn diváci: 1 500 rozhodčí: Richard O'Hanlon (Irsko) |
| Hohlov-Simson 52' | Report |           | Kadriong, Tallinn diváci: 1 500 rozhodčí: Richard O'Hanlon (Irsko) |

| 9. října 1996 |        |            |                                                                           |
| Švédsko       | 0 – 1  | Rakousko   | Råsunda Stadium, Stockholm diváci: 36 859 rozhodčí: Václav Krondl (Česko) |
|               | Report | Herzog 11' | Råsunda Stadium, Stockholm diváci: 36 859 rozhodčí: Václav Krondl (Česko) |

| 9. října 1996 |        |                |                                                                    |
| Bělorusko     | 1 – 1  | Lotyšsko       | Dinamo, Minsk diváci: 7 300 rozhodčí: Sergo Kvaratskhelia (Gruzie) |
| Makowski 78'  | Report | Zemļinskis 16' | Dinamo, Minsk diváci: 7 300 rozhodčí: Sergo Kvaratskhelia (Gruzie) |

| 9. listopadu 1996      |        |            |                                                                                 |
| Rakousko               | 2 – 1  | Lotyšsko   | Ernst Happel Stadion, Vídeň diváci: 15 700 rozhodčí: Milan Mitrović (Slovinsko) |
| Polster 43' Herzog 73' | Report | Rimkus 44' | Ernst Happel Stadion, Vídeň diváci: 15 700 rozhodčí: Milan Mitrović (Slovinsko) |

| 10. listopadu 1996 |        |         |                                                                              |
| Skotsko            | 1 – 0  | Švédsko | Ibrox, Glasgow diváci: 46 738 rozhodčí: José María García-Aranda (Španělsko) |
| McGinlay 7'        | Report |         | Ibrox, Glasgow diváci: 46 738 rozhodčí: José María García-Aranda (Španělsko) |

| 11. února 1997 |        |         |                                                                                   |
| Estonsko       | 0 – 0  | Skotsko | Stade Louis II, Fontvieille diváci: 3 766 rozhodčí: Miroslav Radoman (Jugoslávie) |
|                | Report |         | Stade Louis II, Fontvieille diváci: 3 766 rozhodčí: Miroslav Radoman (Jugoslávie) |

| 29. března 1997         |        |          |                                                                           |
| Skotsko                 | 2 – 0  | Estonsko | Rugby Park, Kilmarnock diváci: 17 996 rozhodčí: Bernd Heynemann (Německo) |
| Boyd 25' Meet 52' (vl.) | Report |          | Rugby Park, Kilmarnock diváci: 17 996 rozhodčí: Bernd Heynemann (Německo) |

| 2. dubna 1997      |        |          |                                                                        |
| Skotsko            | 2 – 0  | Rakousko | Celtic Park, Glasgow diváci: 43 295 rozhodčí: Nikolai Levnikov (Rusko) |
| Gallacher 25', 78' | Report |          | Celtic Park, Glasgow diváci: 43 295 rozhodčí: Nikolai Levnikov (Rusko) |

| 30. dubna 1997        |        |          |                                                                             |
| Rakousko              | 2 – 0  | Estonsko | Ernst Happel Stadion, Vídeň diváci: 27 500 rozhodčí: Armand Ancion (Belgie) |
| Vastić 48' Stöger 87' | Report |          | Ernst Happel Stadion, Vídeň diváci: 27 500 rozhodčí: Armand Ancion (Belgie) |

| 30. dubna 1997        |        |               |                                                                              |
| Švédsko               | 2 – 1  | Skotsko       | Ullevi Stadion, Göteborg diváci: 40 302 rozhodčí: Pierluigi Collina (Itálie) |
| K. Andersson 43', 63' | Report | Gallacher 83' | Ullevi Stadion, Göteborg diváci: 40 302 rozhodčí: Pierluigi Collina (Itálie) |

| 30. dubna 1997     |        |           |                                                                     |
| Lotyšsko           | 2 – 0  | Bělorusko | Daugavas stadions, Riga diváci: 4 200 rozhodčí: Ilkka Koho (Finsko) |
| Ševļakovs 36', 83' | Report |           | Daugavas stadions, Riga diváci: 4 200 rozhodčí: Ilkka Koho (Finsko) |

| 18. května 1997 |        |                                               |                                                                        |
| Estonsko        | 1 – 3  | Lotyšsko                                      | Kadriong, Tallinn diváci: 2 500 rozhodčí: Darko Cvitkovic (Chorvatsko) |
| Zelinski 5'     | Report | Babičevs 53' Jelisejevs 80' Lemsalu 87' (vl.) | Kadriong, Tallinn diváci: 2 500 rozhodčí: Darko Cvitkovic (Chorvatsko) |

| 8. června 1997 |        |                                  |                                                                       |
| Lotyšsko       | 1 – 3  | Rakousko                         | Daugavas stadions, Riga diváci: 9 200 rozhodčí: Dick Jol (Nizozemsko) |
| Astafjevs 88'  | Report | Heraf 55' Polster 81' Stöger 82' | Daugavas stadions, Riga diváci: 9 200 rozhodčí: Dick Jol (Nizozemsko) |

| 8. června 1997 |        |                       |                                                              |
| Bělorusko      | 0 – 1  | Skotsko               | Dinamo, Minsk diváci: 12 000 rozhodčí: Ahmet Çakar (Turecko) |
|                | Report | McAllister 49' (pen.) | Dinamo, Minsk diváci: 12 000 rozhodčí: Ahmet Çakar (Turecko) |

| 8. června 1997       |        |                                            |                                                                   |
| Estonsko             | 2 – 3  | Švédsko                                    | Kadriorg, Tallinn diváci: 2 500 rozhodčí: Ryszard Wójcik (Polsko) |
| Oper 74' Kristal 84' | Report | Dahlin 14' Zetterberg 53' K. Andersson 71' | Kadriorg, Tallinn diváci: 2 500 rozhodčí: Ryszard Wójcik (Polsko) |

| 20. srpna 1997 |        |                       |                                                                    |
| Estonsko       | 0 – 3  | Rakousko              | Kariorg, Tallinn diváci: 1 600 rozhodčí: Georgios Fassolis (Řecko) |
|                | Report | Polster 47', 69', 90' | Kariorg, Tallinn diváci: 1 600 rozhodčí: Georgios Fassolis (Řecko) |

| 20. srpna 1997 |        |                                 |                                                                 |
| Bělorusko      | 1 – 2  | Švédsko                         | Dinamo, Minsk diváci: 9 000 rozhodčí: Dermot Gallagher (Anglie) |
| Gurenko 38'    | Report | K. Andersson 74' Zetterberg 84' | Dinamo, Minsk diváci: 9 000 rozhodčí: Dermot Gallagher (Anglie) |

| 6. září 1997 |        |         |                                                                                      |
| Rakousko     | 1 – 0  | Švédsko | Ernst Happel Stadion, Vídeň diváci: 48 000 rozhodčí: Antonio López Nieto (Španělsko) |
| Herzog 76'   | Report |         | Ernst Happel Stadion, Vídeň diváci: 48 000 rozhodčí: Antonio López Nieto (Španělsko) |

| 6. září 1997          |        |          |                                                                        |
| Lotyšsko              | 1 – 0  | Estonsko | Daugavas stadions, Riga diváci: 2 500 rozhodčí: Otar Guntadze (Gruzie) |
| Zemļinskis 87' (pen.) | Report |          | Daugavas stadions, Riga diváci: 2 500 rozhodčí: Otar Guntadze (Gruzie) |

| 7. září 1997                      |        |                    |                                                                              |
| Skotsko                           | 4 – 1  | Bělorusko          | Pittodrie, Aberdeen diváci: 20 160 rozhodčí: Mario van der Ende (Nizozemsko) |
| Gallacher 7', 58' Hopkin 54', 88' | Report | Kachuro 73' (pen.) | Pittodrie, Aberdeen diváci: 20 160 rozhodčí: Mario van der Ende (Nizozemsko) |

| 10. září 1997 |        |                   |                                                                      |
| Bělorusko     | 0 – 1  | Rakousko          | Dinamo, Minsk diváci: 7 000 rozhodčí: Serge Muhmenthaler (Švýcarsko) |
|               | Report | Pfeifenberger 50' | Dinamo, Minsk diváci: 7 000 rozhodčí: Serge Muhmenthaler (Švýcarsko) |

| 10. září 1997 |        |          |                                                                           |
| Švédsko       | 1 – 0  | Lotyšsko | Råsunda Stadium, Stockholm diváci: 20 251 rozhodčí: Markus Merk (Německo) |
| Jonson 88'    | Report |          | Råsunda Stadium, Stockholm diváci: 20 251 rozhodčí: Markus Merk (Německo) |

| 11. října 1997                        |        |           |                                                                           |
| Rakousko                              | 4 – 0  | Bělorusko | Ernst Happel Stadion, Vídeň diváci: 48 000 rozhodčí: Aron Huzu (Rumunsko) |
| Polster 3', 16' (pen.) Stöger 6', 42' | Report |           | Ernst Happel Stadion, Vídeň diváci: 48 000 rozhodčí: Aron Huzu (Rumunsko) |

| 11. října 1997          |        |          |                                                                        |
| Skotsko                 | 2 – 0  | Lotyšsko | Celtic Park, Glasgow diváci: 47 613 rozhodčí: Sándor Piller (Maďarsko) |
| Gallacher 43' Durie 80' | Report |          | Celtic Park, Glasgow diváci: 47 613 rozhodčí: Sándor Piller (Maďarsko) |

| 11. října 1997 |        |          |                                                                                    |
| Švédsko        | 1 – 0  | Estonsko | Råsunda Stadium, Stockholm diváci: 18 702 rozhodčí: Stefan Ormandzhiev (Bulharsko) |
| Zetterberg 25' | Report |          | Råsunda Stadium, Stockholm diváci: 18 702 rozhodčí: Stefan Ormandzhiev (Bulharsko) |